# Château de la Tour Guérin
Le château de la Tour Guérin est situé sur la commune de Couches dans le département de Saône-et-Loire en Bourgogne-Franche-Comté.

## Localisation
Il se trouve au centre du bourg, accessible depuis la rue Saint-Martin.

## Histoire
À la suite du traité de 1186 après la défaite à Châtilllon-sur-Seine du duc Eudes III de Bourgogne infligée par le roi Philippe Auguste, le château de la Tour Guérin était à l’origine la résidence du châtelain royal de Couches, en vertu d’un paréage conclu en 1186 entre Philippe Auguste et l’abbé de Flavigny, dont dépendait le prieuré de Couches. Les moines dotèrent les soldats du Roi d’une construction militaire pour s’opposer au seigneur du château de Couches.
Le bâtiment actuel date du XVe siècle.
Le fief de la Tour Guérin a été acquis en 1599 par Annet de Montaigu, devenu lieutenant général de la chancellerie d'Autun, notamment sur des héritiers Guérin. La famille de Montaigu originaire des environs de Saulieu, s'était récemment installée à Autun. Décédé sans enfant, Annet transmet sa charge de justice et le fief à son neveu. La famille conservera le fief durant plus de deux siècles. Il est situé à Couches et ne s'étend que sur l'emplacement de la maison. Avec le temps, un domaine rural y a été adjoint. Les titres de propriété sont conservés par les descendants directs agnatiques qui se les ont fait restituer après les spoliations et incarcérations de la première république, en se faisant rayer de la liste des émigrés.
Vendue après la mort en octobre 1870 de Louis de Montagu, la propriété sera vendue aux enchères le 8 septembre 1872 à Jacques Isidore Martin, notaire, maire de Couches et conseiller général, pour la somme de 54 375 F. La famille Piffaut achète le château en avril 1964 avec un hectare de parc, le reste du domaine est acquis par la mairie pour y construire une HLM, un CES et un gymnase.

## Description

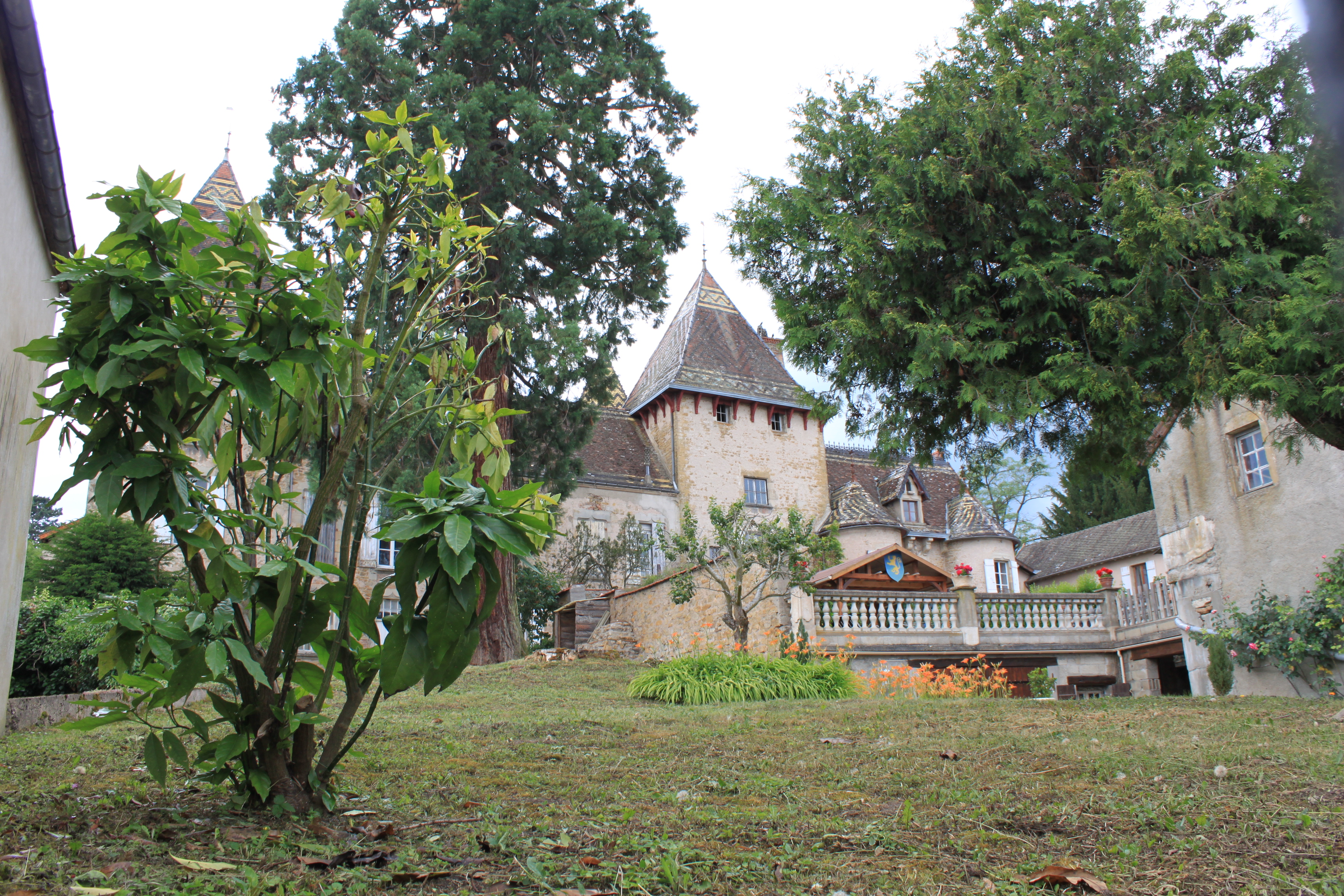
La tour Guérin.

Les tours rondes qui encadrent l'entrée sont couvertes en tuile vernissée de Bourgogne. La tour Guérin se trouve dans la cour ; c'est une grosse tour carrée de quatre étages.

## Parc
Des ifs vieux de près de 500 ans sont présents dans le parc d'un hectare dessiné au XVe.